# Galacticidae
Galacticidae Minet, 1986 è una famiglia di lepidotteri, recentemente riconosciuta ed enigmatica, unica rappresentante della superfamiglia Galacticoidea Minet, 1986.
Queste falene di dimensioni moderate hanno un'apertura alare di 8-17 mm e sono state precedentemente incorporate all'interno di diverse superfamiglie di lepidotteri (Tineoidea: Psychidae, Urodoidea, Sesioidea e in diverse famiglie di Yponomeutoidea), ma i Galacticidae sono attualmente collocati nella propria superfamiglia alla base del gruppo naturale Apoditrysia.